# فرودگاه لینکانگ
فرودگاه لینکانگ (به انگلیسی: Lincang Airport) (به زبان بومی: 临沧机场) یک فرودگاه همگانی با کد یاتا LNJ است . این فرودگاه در کشور چین قرار دارد .

## شرکت‌های هواپیمایی و مقصدهای پروازی
| شرکت‌های هواپیمایی  | مقصدهای پروازی       |
| ------------------ | -------------------- |
| هواپیمایی شرقی چین | پکن، کونمینگ چانگشوی |
| Kunming Airlines   | کونمینگ چانگشوی      |